# 伊 (阿列省)
伊是法国阿列省的一个市镇，位于该省西南部，属于蒙吕松区。该市镇的总面积为18.71平方公里，2009年时的人口为320人。

## 人口
伊人口变化图示
| 数据来源：INSEE |